# Erik Magnus Waldenström
Erik Magnus Waldenström, född 15 november 1795 i Frändefors, död 28 september 1870 i Luleå, var en svensk läkare.

## Biografi

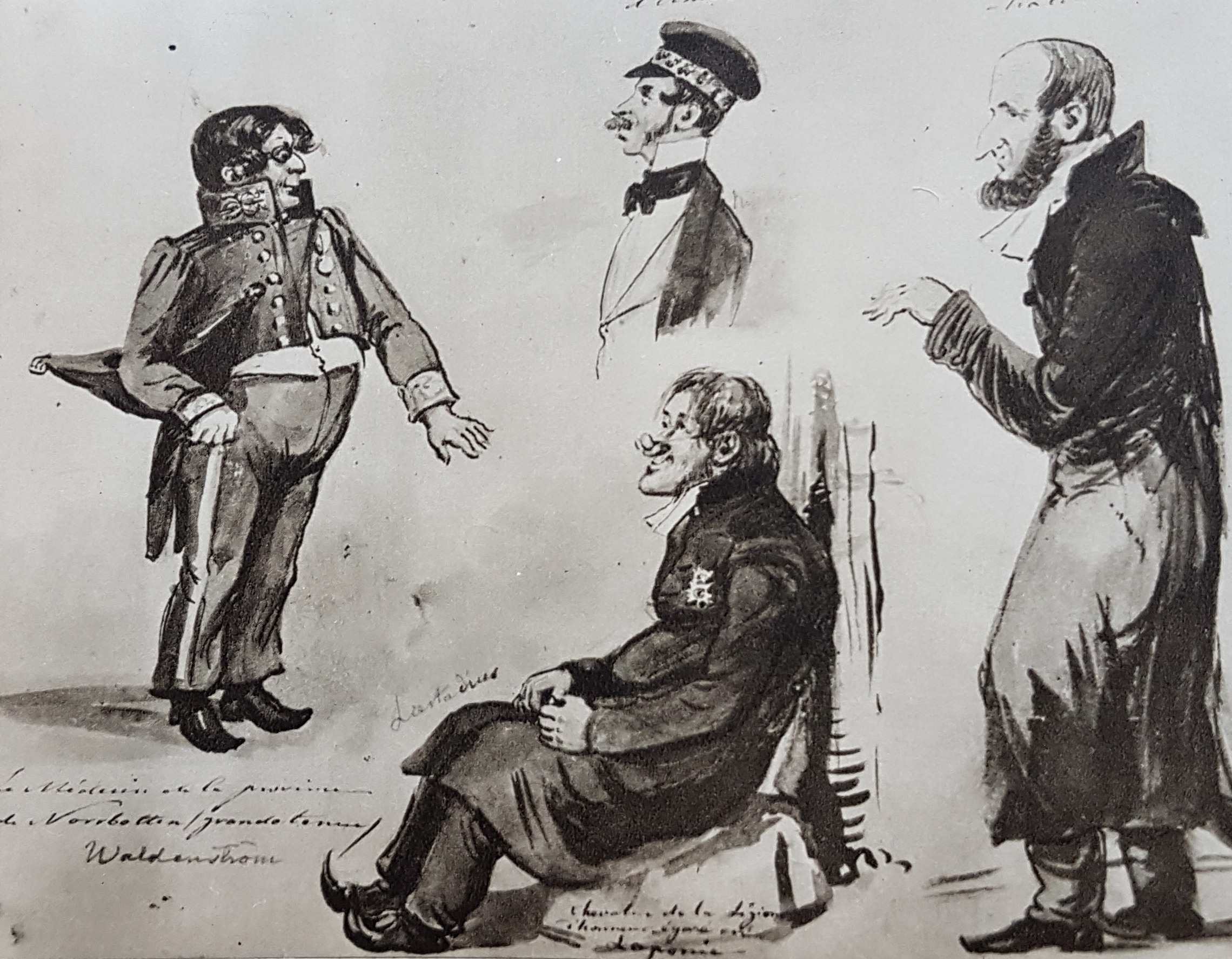
Skissblad med karikatyrer i akvarell över Erik Magnus Waldenström och predikanten Lars Levi Læstadius, tecknat av Fritz von Dardel.

Waldenström gick i skola i Karlstad och blev 1815 student vid Lunds universitet, där han till en början läste  teologi men senare medicin. Han var underläkare vid Västgöta–Dals regemente 1813–1815, då han deltog i fälttåget mot Norge. Han avlade mediko-filosofisk examen 1816, medicine kandidatexamen 1817 och medicine licentiatexamen 1818. Han disputerade 1818 och blev kirurgie magister 1819. Waldenström fick 1819 tjänst som provinsialläkare i Luleå distrikt. Vidare var han ledamot av Svenska Läkaresällskapet och Linneanska samfundet. Han tog avsked från provinsialläkartjänsten i januari 1862 men fortsatte att arbeta som stads- och lasarettsläkare i Luleå.
Waldenström var son till komminister Anders Waldenström. Han var gift två gånger och fick sammanlagt 15 barn. I första äktenskapet med Fredrika Sofia Bodecker föddes Anders Adolf, Gustaf, Frithiof och Hugo Waldenström och i andra giftet med Margareta Magdalena Govenius Paul Peter, Johan Anton och Alfred Waldenström.